# Kiryat Motzkin
Kiryat Motzkin (in ebraico: קִרְיַת מוֹצְקִין, in arabo: كريات موصقين) è una città nel distretto di Haifa in Israele a 8 chilometri a nord di Haifa. Fu fondata nel 1934.
Secondo il censimento condotto nel 2007 dall'Ufficio Centrale Israeliano di Statistica (CBS), la città contava 39 600 abitanti. La città fu nominata in onore di Leo Motzkin, uno degli organizzatori del primo congresso sionista nel 1897.

## Società

### Religione
Secondo i dati rilevati dal CBS nel 2006 la maggioranza della popolazione residente a Kiryat Motzkin
risultava essere di confessione ebraica con alcune piccole comunità di altre confessioni. 

### Evoluzione demografica
Complessivamente la popolazione era composta da 18 800 uomini e 20 900 donne, mentre il 25,5% della popolazione risultava essere più giovane di 19 anni.

## Economia
Secondo i dati forniti dal CBS nel 2005 17 887 persone lavoravano come dipendenti e 978 risultavano lavorare in proprio o essere datori di lavoro. Il reddito medio risultava essere di 6 581 nuovi sheqel israeliani, mentre 437 persone risultavano essere disoccupate e 2 157 ricevevano un assegno di sussistenza.

## Amministrazione

### Gemellaggi
- Tacoma, dal 1979[5]
- Orlando, dal 2006
- Kaifeng
- Bad Segeberg
- Bad Kreuznach
- Circondario degli Haßberge
- Nyíregyháza